# Vauxhall Victor
Vauxhall Victor – samochód osobowy klasy średniej, a następnie klasy wyższej produkowany pod brytyjską marką Vauxhall w latach 1957 – 1978.

## Pierwsza generacja

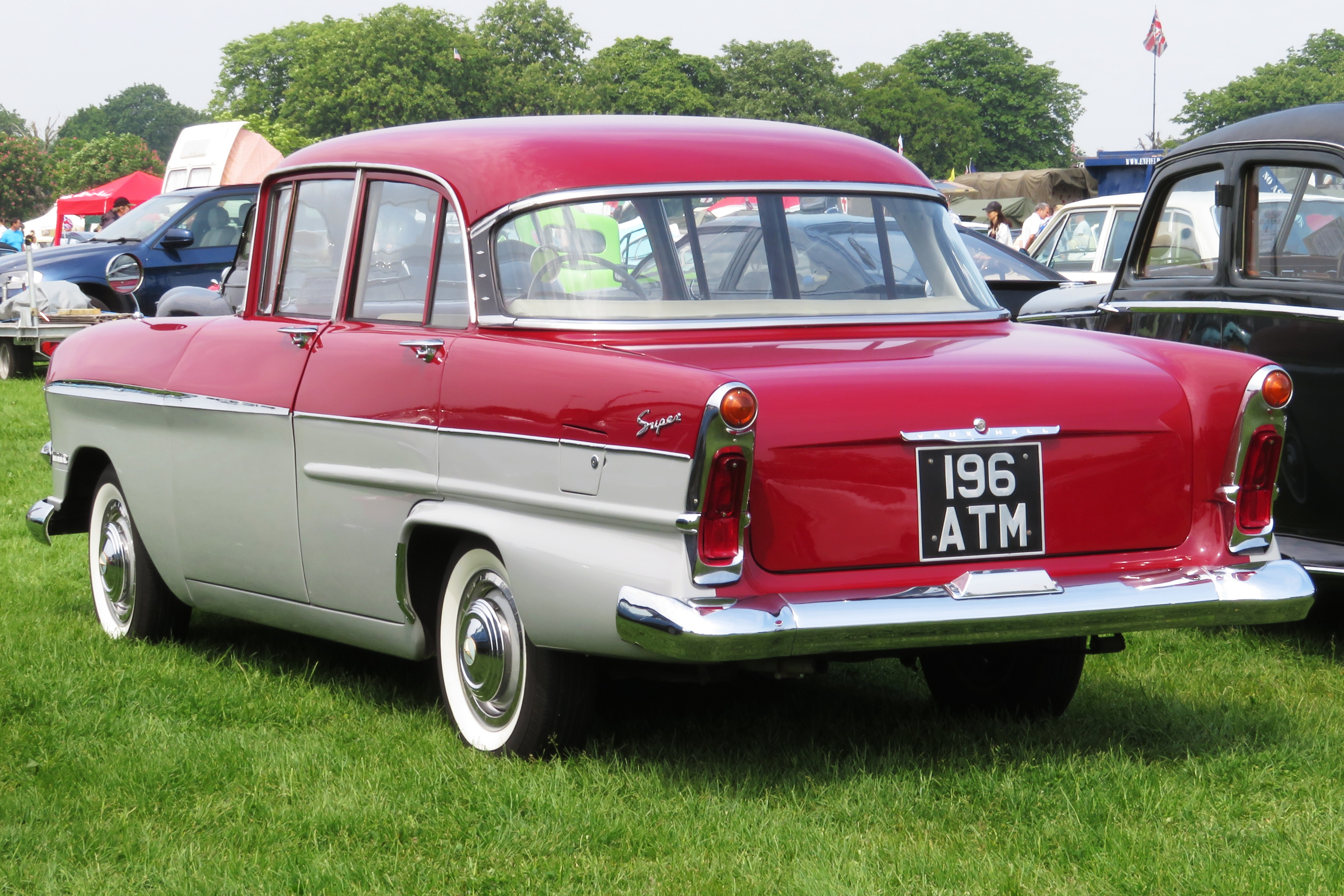
Vauxhall Victor I z 1960 – tył

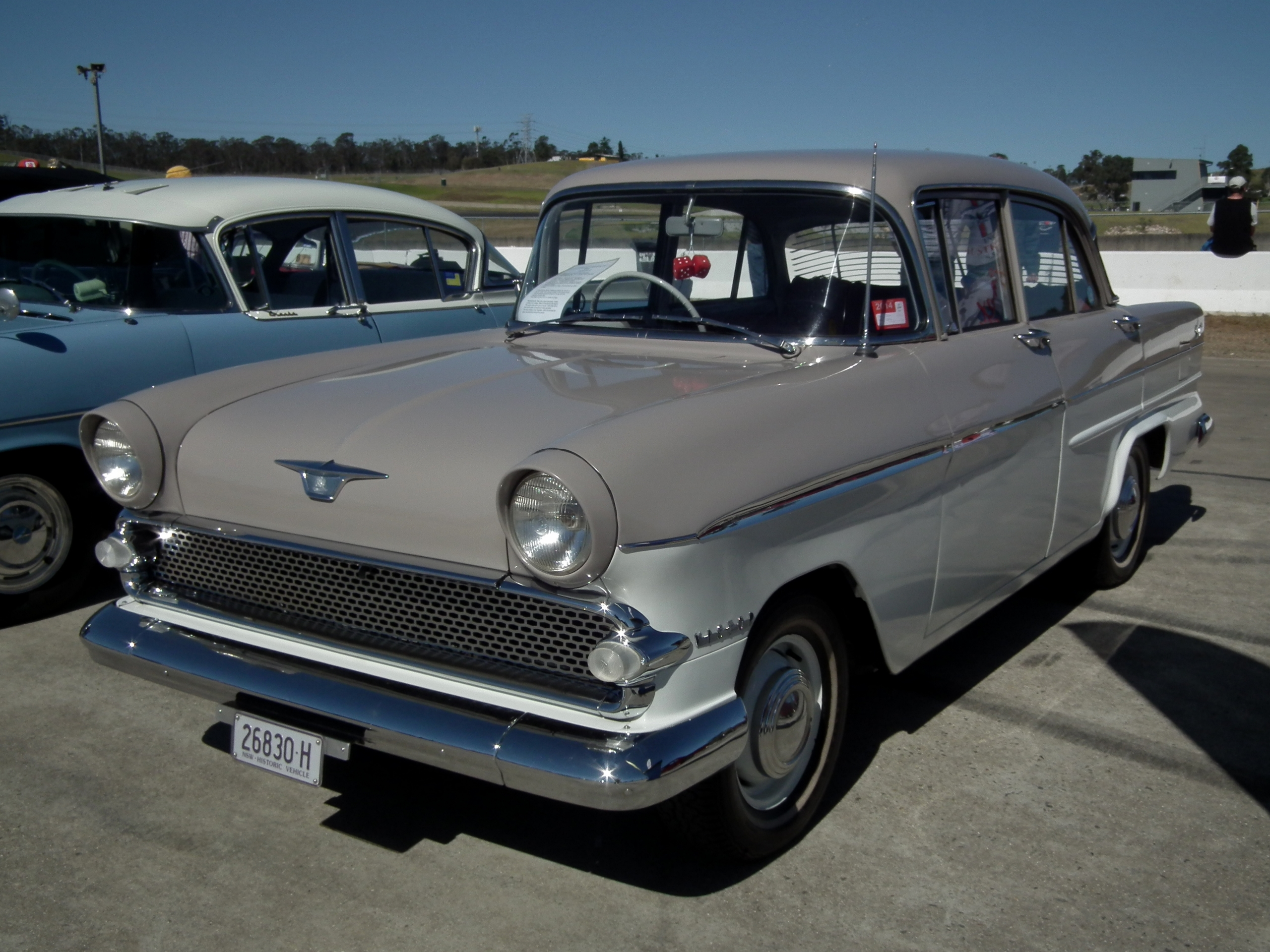
Vauxhall Victor I z 1960

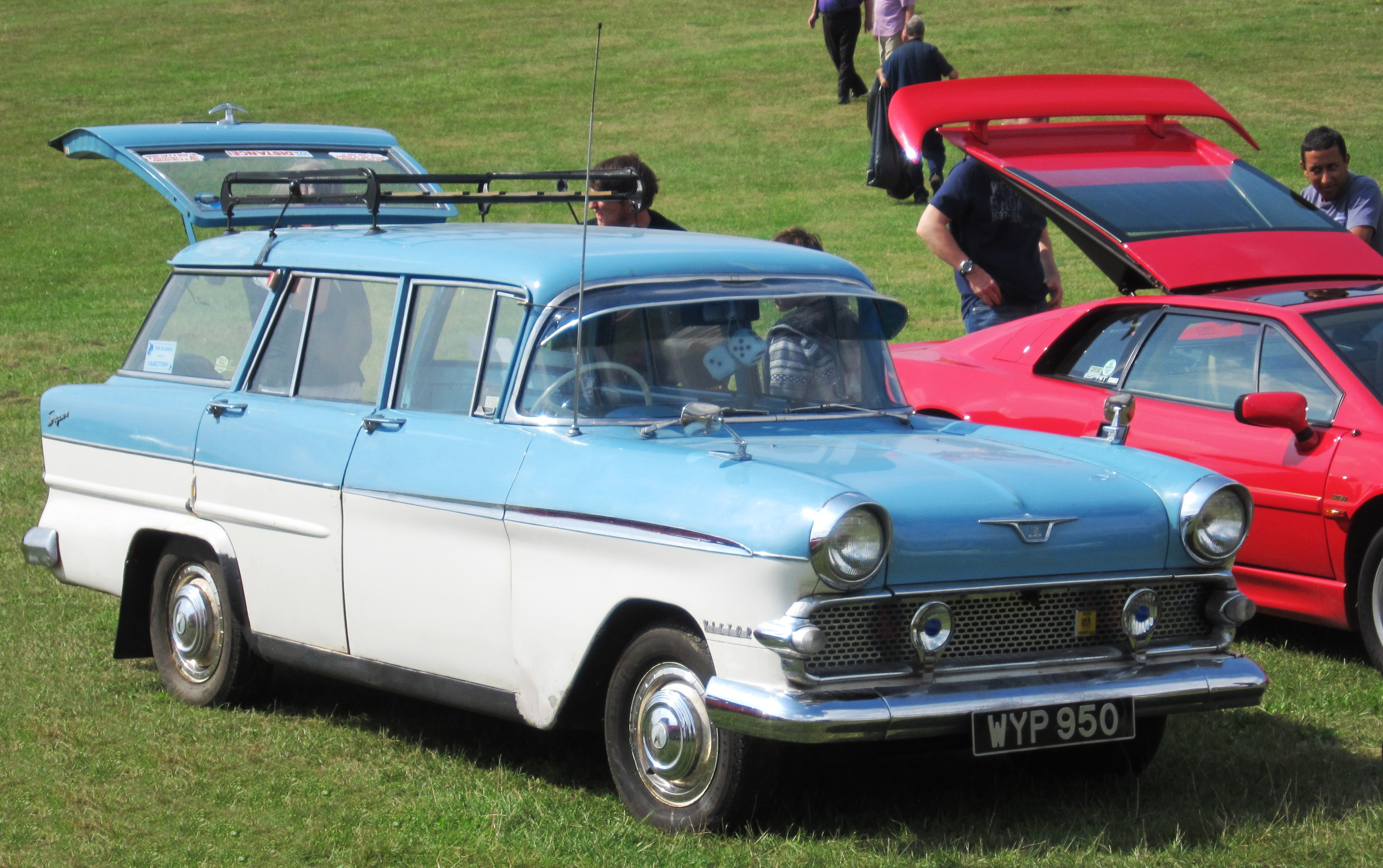
Vauxhall Victor I Kombi z 1959

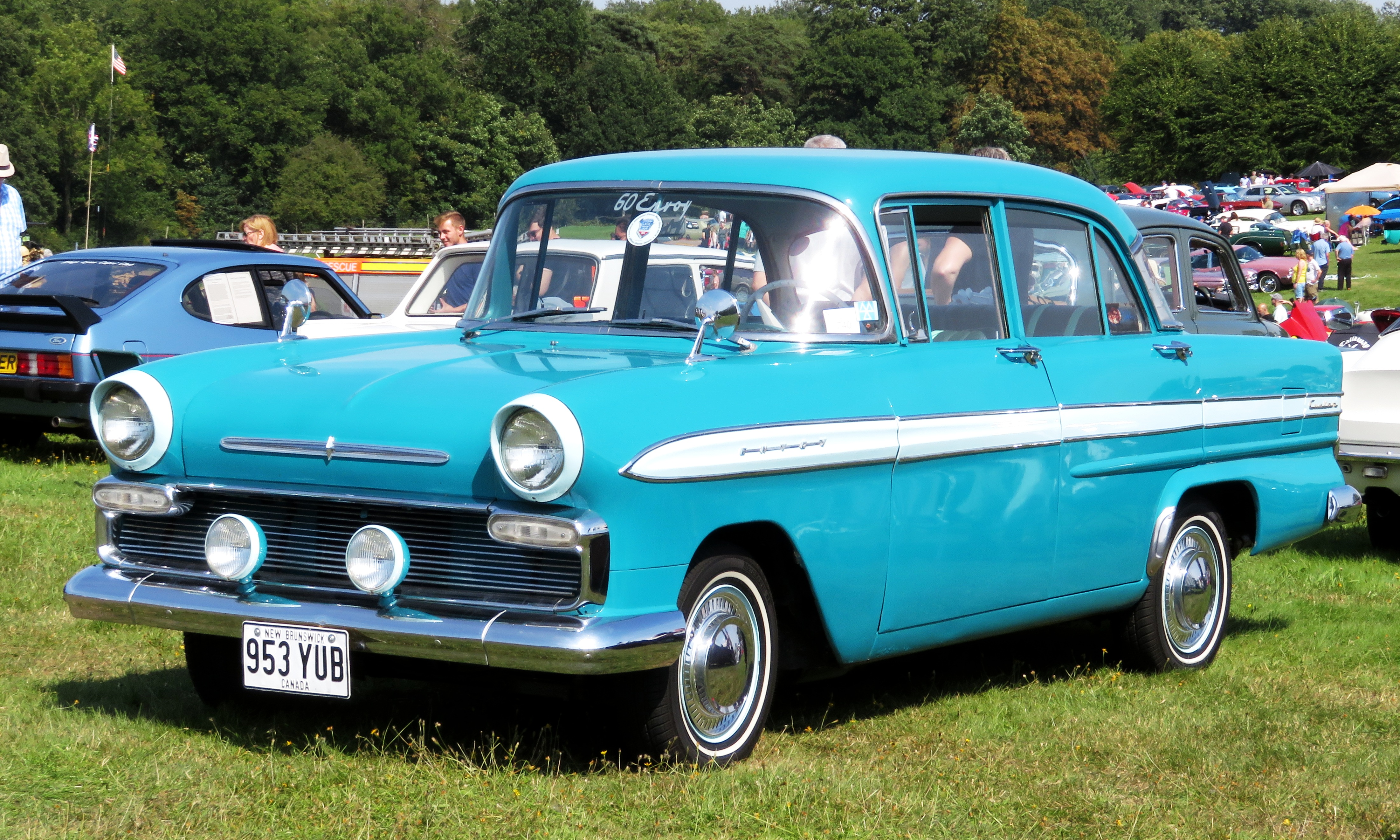
kanadyjski Envoy Special

Vauxhall Victor I został zaprezentowany po raz pierwszy w 1957 roku.
Model Victor pojawił się w ofercie Vauxhalla jako średniej wielkości model mający zastąpić dotychczasową linię modelową Wyvern. Przy tym, w związku z rosnącą popularnością samochodów europejskich na amerykańskim rynku, mniejszych od typowych amerykańskich samochodów, macierzysty koncern Vauxhalla General Motors zdecydował skonstruować nowy brytyjski samochód w sposób bardziej dostosowany do amerykańskich gustów. Był on także nieco mniejszy od Wyverna. Nowy samochód został oznaczony fabrycznie jako projekt F.
Pierwsza generacja pojazdu charakteryzowała się stylistyką typową dla samochodów amerykańskich drugiej połowy lat 50., wyróżniając się spośród europejskich konstrukcji mocno wygiętą na boki panoramiczną szybą przednią, niewielkimi płetwami z tyłu i ozdobnymi wybrzuszeniami na zderzakach. Typowo dla samochodów tego okresu, spłaszczona maska była wysoko poprowadzona, opadając do przodu pomiędzy reflektorami w okrągłych oprawach osadzonymi na przedłużeniach błotników. Pudełkowate nadwozie przypominało pomniejszonego Chevroleta z 1955 roku, z kratą atrapy chłodnicy na prawie całą szerokość przodu poniżej reflektorów. Autorem stylistyki był projektant Vauxhalla David Jones.  W odróżnieniu od samochodów amerykańskich, nadwozie było samonośne. Początkowo samochody miały też na wzór amerykański wylot rury wydechowej w zderzaku, lecz szybko zmieniono ją na klasyczną pod zderzakiem. Silnik o pojemniści 1508 cm³ miał moc 48 KM, lecz w USA mierzono ją jako moc brutto 55 KM. Skrzynia biegów była trzybiegowa synchronizowana, a od 1958 roku opcjonalnie półautomatyczna Newtondrive.
W lutym 1958 roku doszła wersja pięciodrzwiowego kombi. W lutym 1959 roku samochód poddano liftingowi, tworząc jego serię 2. Poszerzono atrapę chłodnicy na całą szerokość, zastosowano proste zderzaki, zrezygnowano z przetłoczenia na tylnych drzwiach i zmieniono ozdoby. W sierpniu 1960 roku (model 1961 roku) powiększono jeszcze tylną szybę i zmodyfikowano tablicę przyrządów. Produkcja pierwszej generacji zakończyła się w sierpniu 1961 roku.

### Sprzedaż
W Wielkiej Brytanii samochód wszedł do sprzedaży w marcu 1957 roku, a w USA pod koniec tego roku jako model 1958 roku. Wyprodukowano 390 747 Victorów pierwszej generacji, w tym około 145 tysięcy 1. serii i 245 tysięcy 2. serii. Pomimo rezerwy ze strony brytyjskiej prasy z powodu jego amerykańskiego stylu, samochód okazał się popularny i stał się najlepiej sprzedającym się modelem Vauxhalla w historii. Był też eksportowany, zwłaszcza do USA, gdzie był sprzedawany przez dealerów Pontiaca. Kosztował początkowo 729 funtów lub w USA 1988 dolarów, a 2400 dolarów za kombi. W ankiecie amerykańskiego magazynu „Popular Mechanics” użytkownicy doceniali przede wszystkim jego prowadzenie się i manewrowość, ekonomię eksploatacji i stylistykę, w tym mniejsze rozmiary od amerykańskich samochodów, natomiast zastrzeżenia mieli do słabego przyspieszenia – przy czym 81% oceniło samochód jako doskonały, a tylko jedna osoba jako „kiepski”.
Vauxhall Victor pierwszej generacji był eksportowany także do Kanady pod tamtejszą marką Envoy, gdzie oferowano go pod kilkoma różnymi nazwami uzależnionymi od wariantu wyposażeniowego (Custom, Standard, Special) czy nadwozia (Sherwood dla wersji kombi).

### Silnik
- L4 1,5 l OHV

Dane:
- Prędkość maksymalna: 121 km/h[3]
- Przyspieszenie: od 0 do 97 km/h – 26,5 s[3]

## Druga generacja

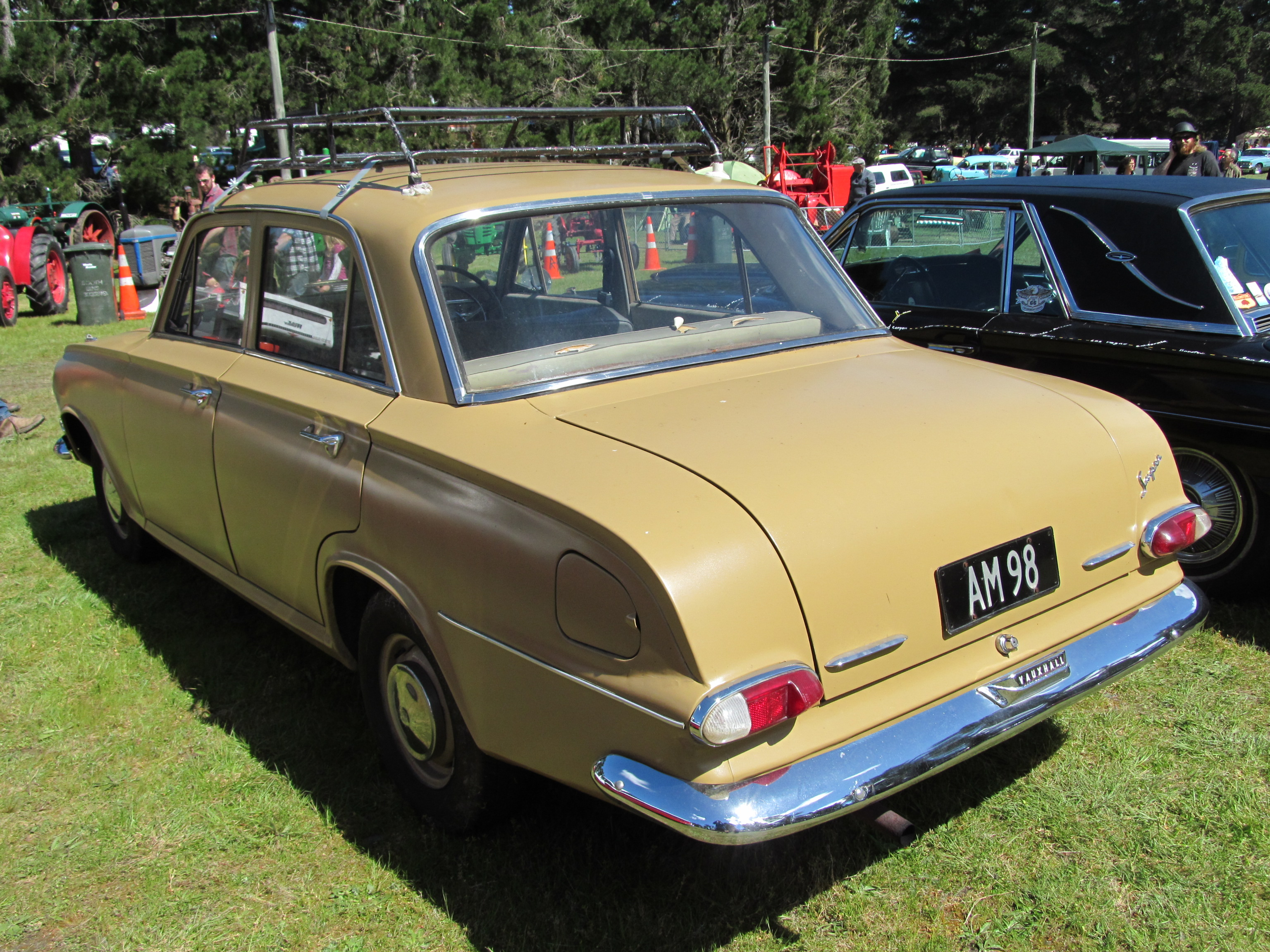
Vauxhall Victor II - tył

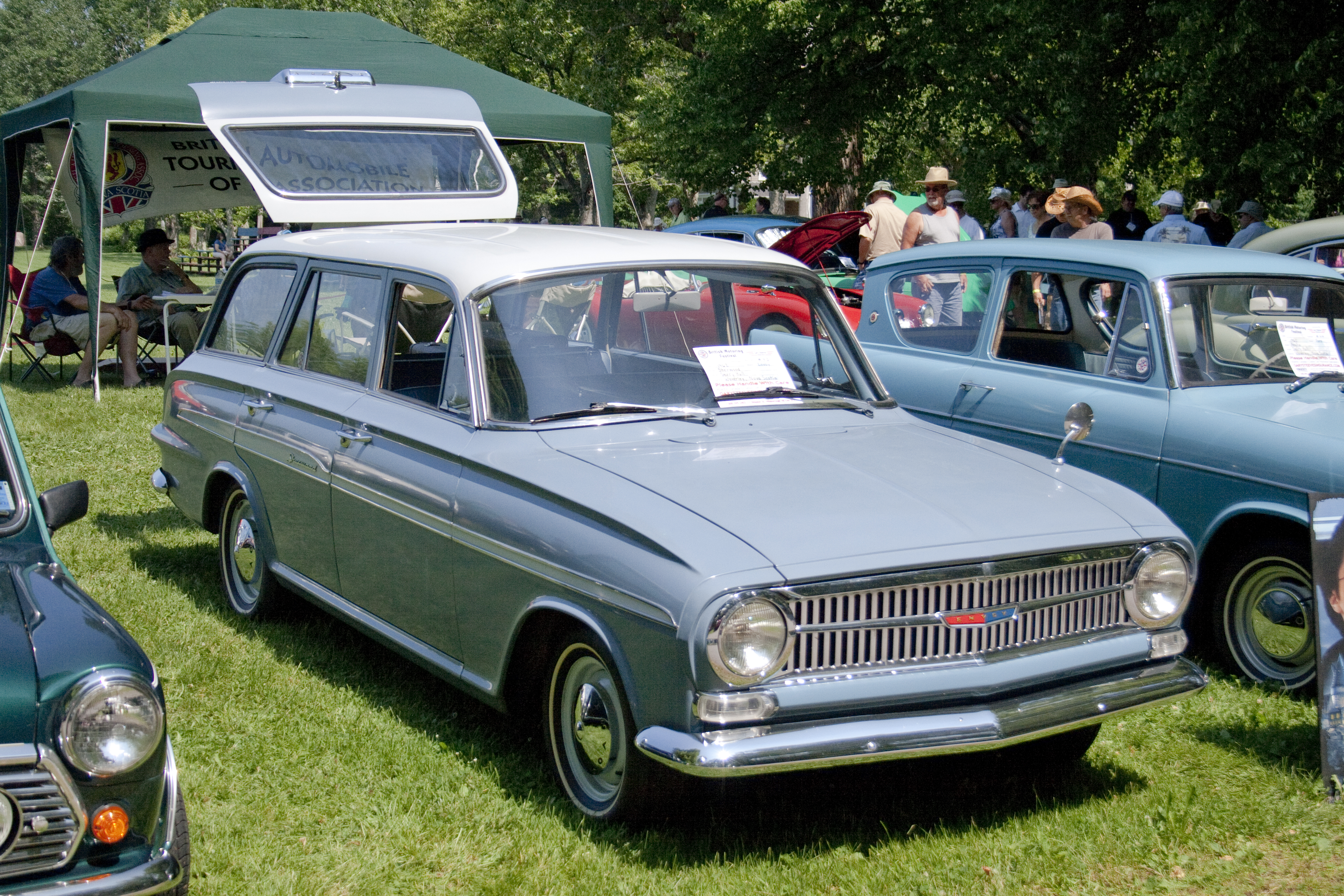
kanadyjski Envoy Sherwood

Vauxhall Victor II został zaprezentowany po raz pierwszy w 1960 roku.
Druga generacja Victora przeszła obszerną metamorfozę w stosunku do poprzednika. Samochód stał się nie tylko większy i przestronniejszy, ale i zyskał nowe proporcje nadwozia - stało się ono smuklejsze, ze znacznie niżej osadzonymi reflektorami objętymi przez dużą, chromowaną atrapę chłodnicy dominującą pas przedni. Projekt nadwozia miał lepiej pasować do europejskich gustów. Samochód miał oznaczenie fabryczne FB.

### Warianty
Oferta Vauxhalla Victora drugiej generacji, poza odmianą standardową, została poszerzona także o topowy wariant VX4/90. Poza mocniejszym, 1,6-litrowym silnikiem benzynowym, pojazd wyróżniał się też innym malowaniem i detalami nadwozia.

### Sprzedaż
Podobnie jak poprzednik, druga generacja Vauxhalla Victora była eksportowana do Kanady pod marką Envoy jako kolejna odsłona gamy Custom/Standard/Special oraz Sherwood w przypadku odmiany 5-drzwiowej.

### Silniki
- L4 1,5 l OHV
- L4 1,6 l OHV

## Trzecia generacja

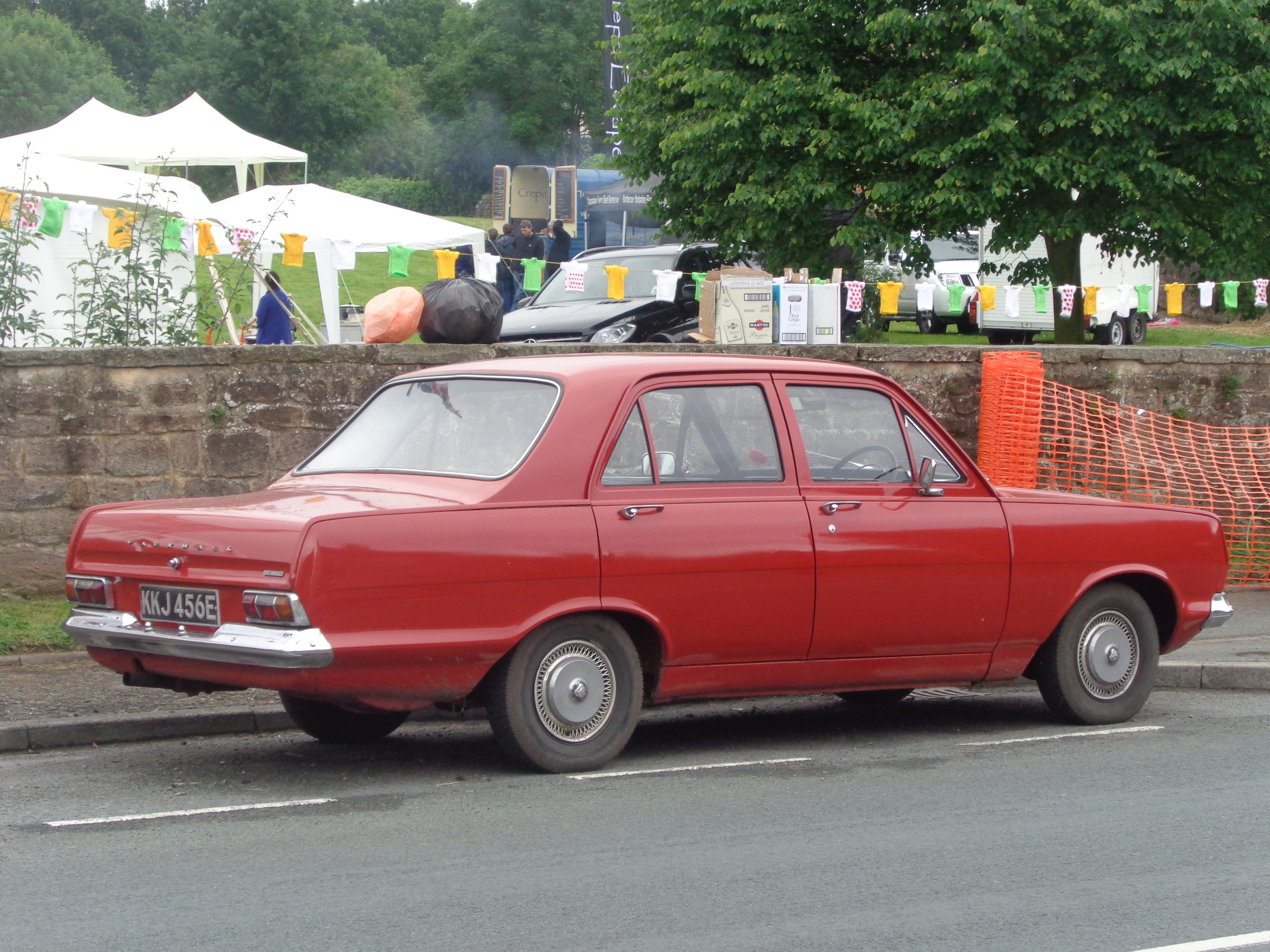
Vauxhall Victor III - tył

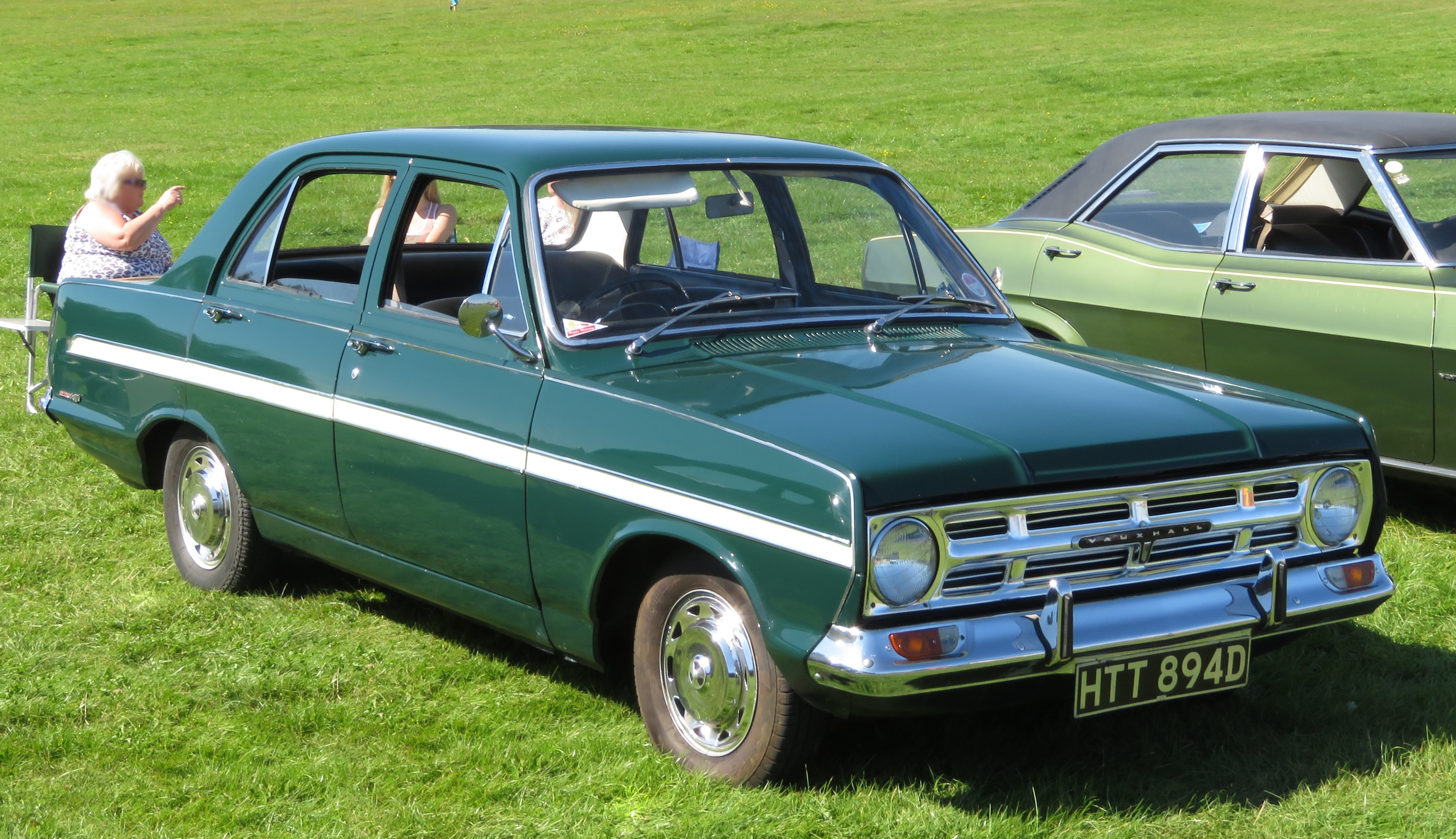
Vauxhall VX4/90 II

Vauxhall Victor III został zaprezentowany po raz pierwszy w 1963 roku.
Przy okazji trzeciej generacji modelu Victor, samochód kontynuował zakres zmian znany już z poprzednika. Samochód ponownie stał się przestronniejszy, a także większy. Sylwetka zachowała charakterystyczny podłużny tył, a także bardziej oszczędnie nałożone przetłoczenia nawiązujące do modelu Opel Diplomat. Samochód miał oznaczenie fabryczne FC lub Victor 101.

### Warianty
Gamę odmian Vauxhalla Victora ponownie poszerzyła topowa, sportowa odmiana VX4/90. Samochód otrzymał dwubarwne malowanie nadwozia, z charakterystycznym czarnym pasem biegnącym przez nadwozie, a także sportowym ogumieniem i innym wzorem alufelg.

### Sprzedaż
Na rynku kanadyjskim Vauxhall Victor oferowany był pod marką Envoy, a jego gamę utworzyła nie tylko odmiana sedan i kombi, jak i topowy sportowy wariant.

### Silnik
- L4 1,6 l OHV

## Czwarta generacja

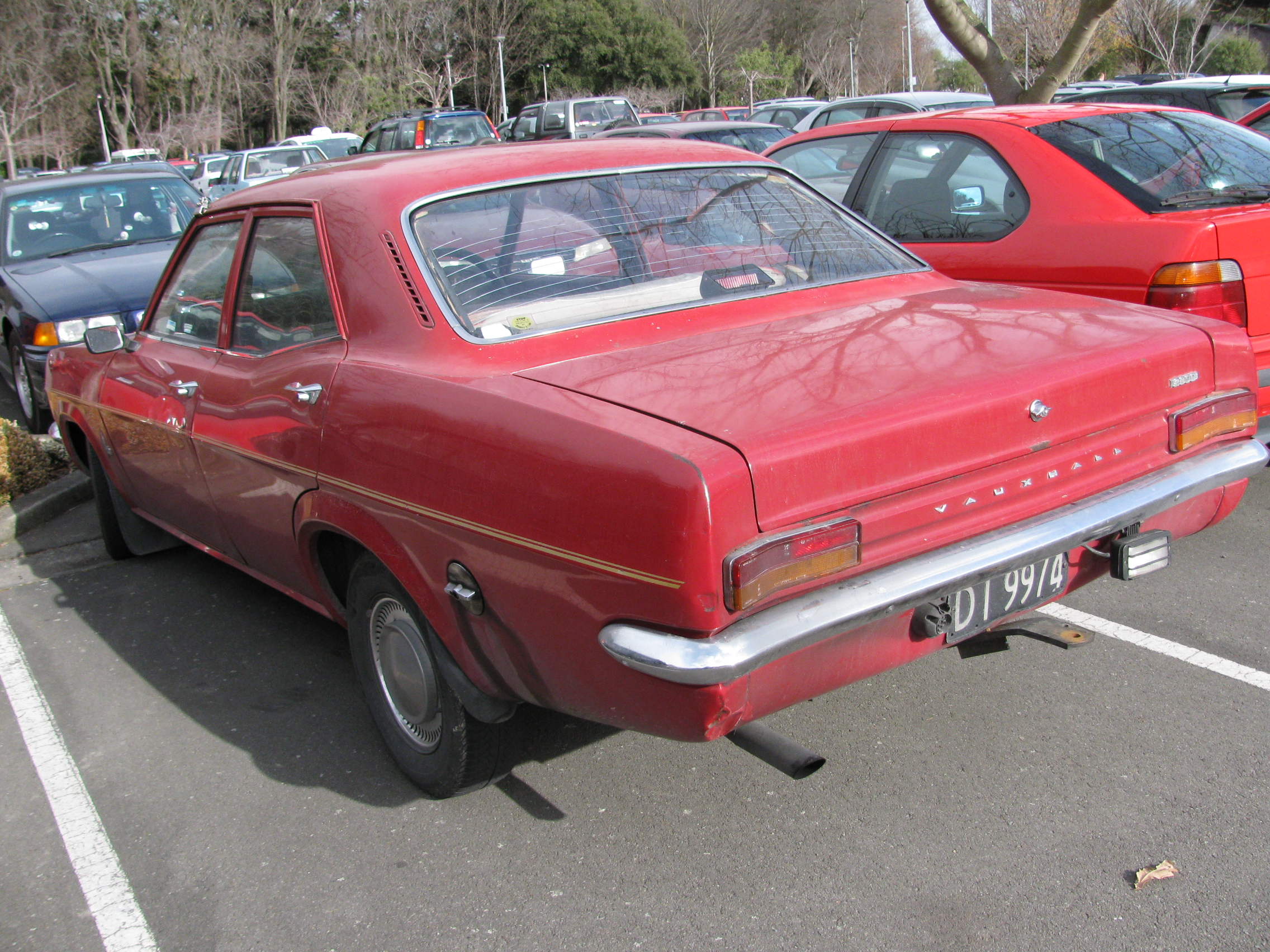
Vauxhall Victor IV - tył

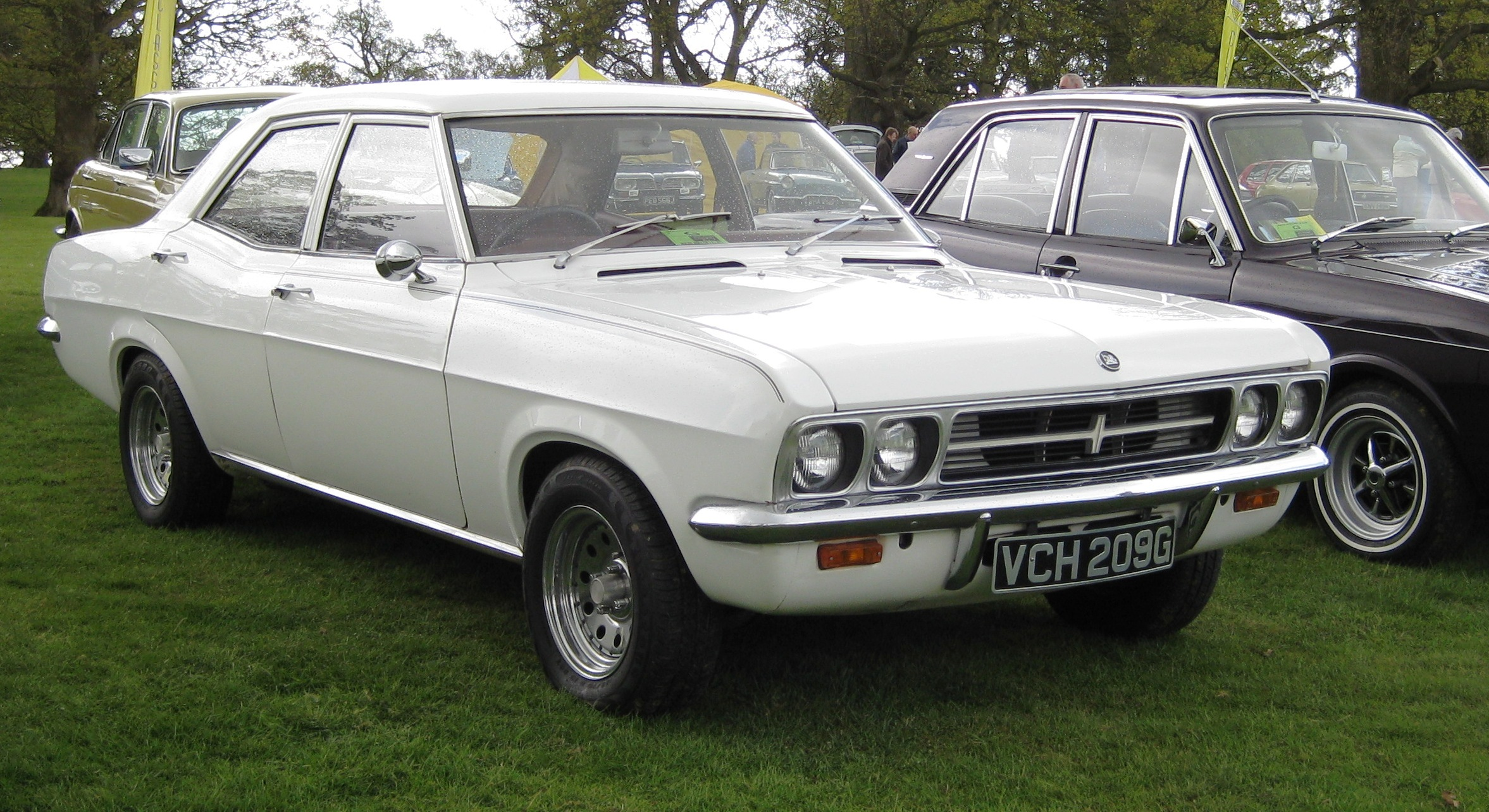
Vauxhall VX4/90 III

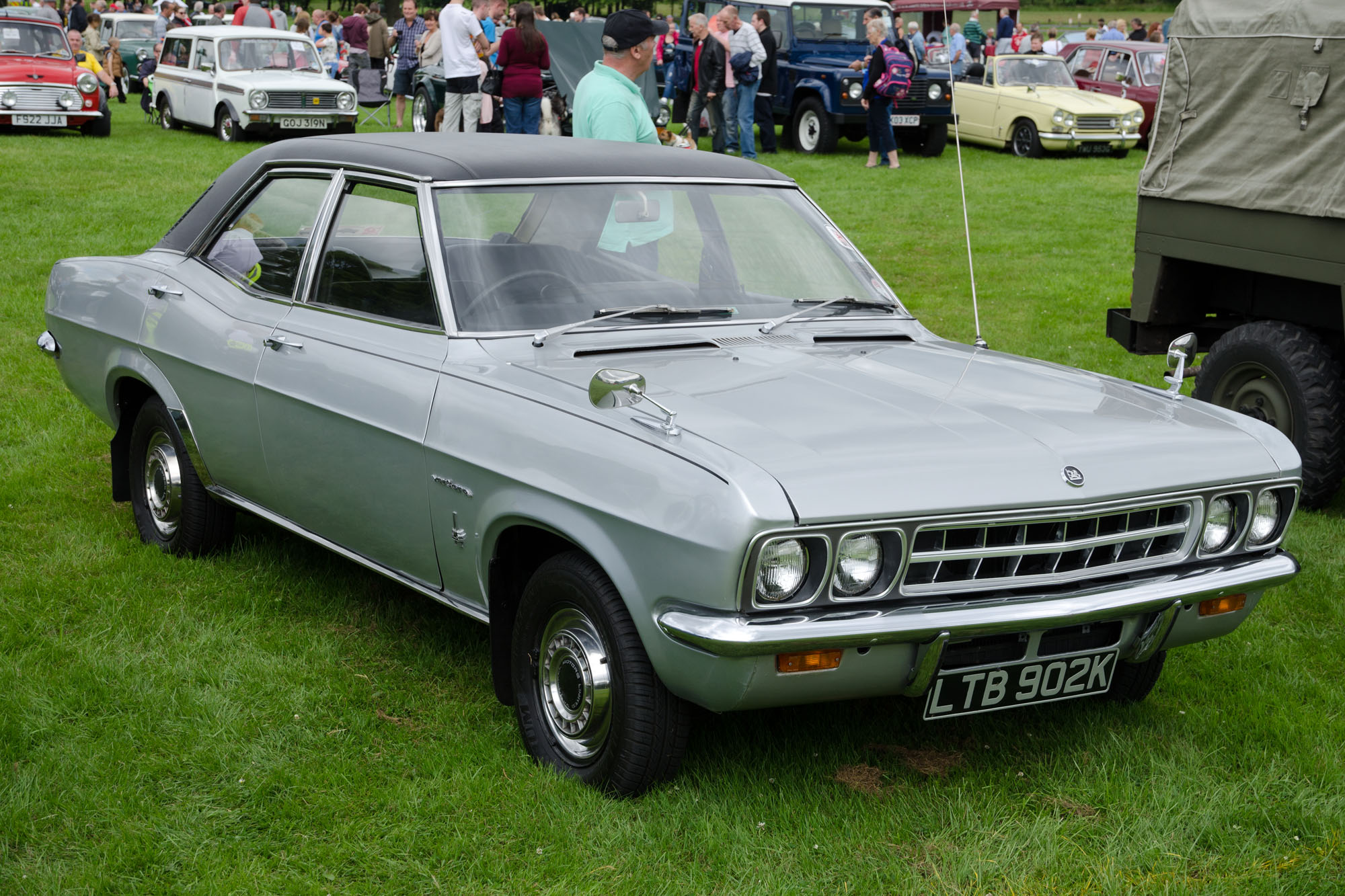
Vauxhall Ventora I

Vauxhall Victor IV został zaprezentowany po raz pierwszy w 1967 roku.
Czwarta generacja Victora była zarazem ostatnią w tej linii modelowej, która pełniła funkcję samochodu klasy średniej. Przestronniejsze i bardziej pakowne nowe wcielenie pojazdu utrzymano w nowej estetyce Vauxhalla, wyróżniając się wyraźnie zaznaczonym przetłoczeniem tylnego nadkola, podłużną bryłą bagażnika i masywnymi błotnikami przednimi.
W 1975 roku Vauxhall Victor został zastąpiony przez nowy model klasy średniej, Cavalier.

### Warianty
Poza topowym wariantem VX4/90, Vauxhall Victor IV oferowany był także w nowym, topowym wariancie Ventora wyróżniającym się bardziej luksusowym wyposażeniem i większą ilością chromowanych ozdobników nadwozia.

### Sprzedaż
Po raz ostatni w historii, Vauxhall Victor był sprzedawany w Kanadzie jako Envoy, znikając z tamtejszego rynku w 1970 roku wraz z likwidacją tamtejszej filii z portfolio General Motors.

### Silniki
- L4 1,6 l OHC
- L4 2,0 l OHC
- L6 3,3 l OHV

## Piąta generacja

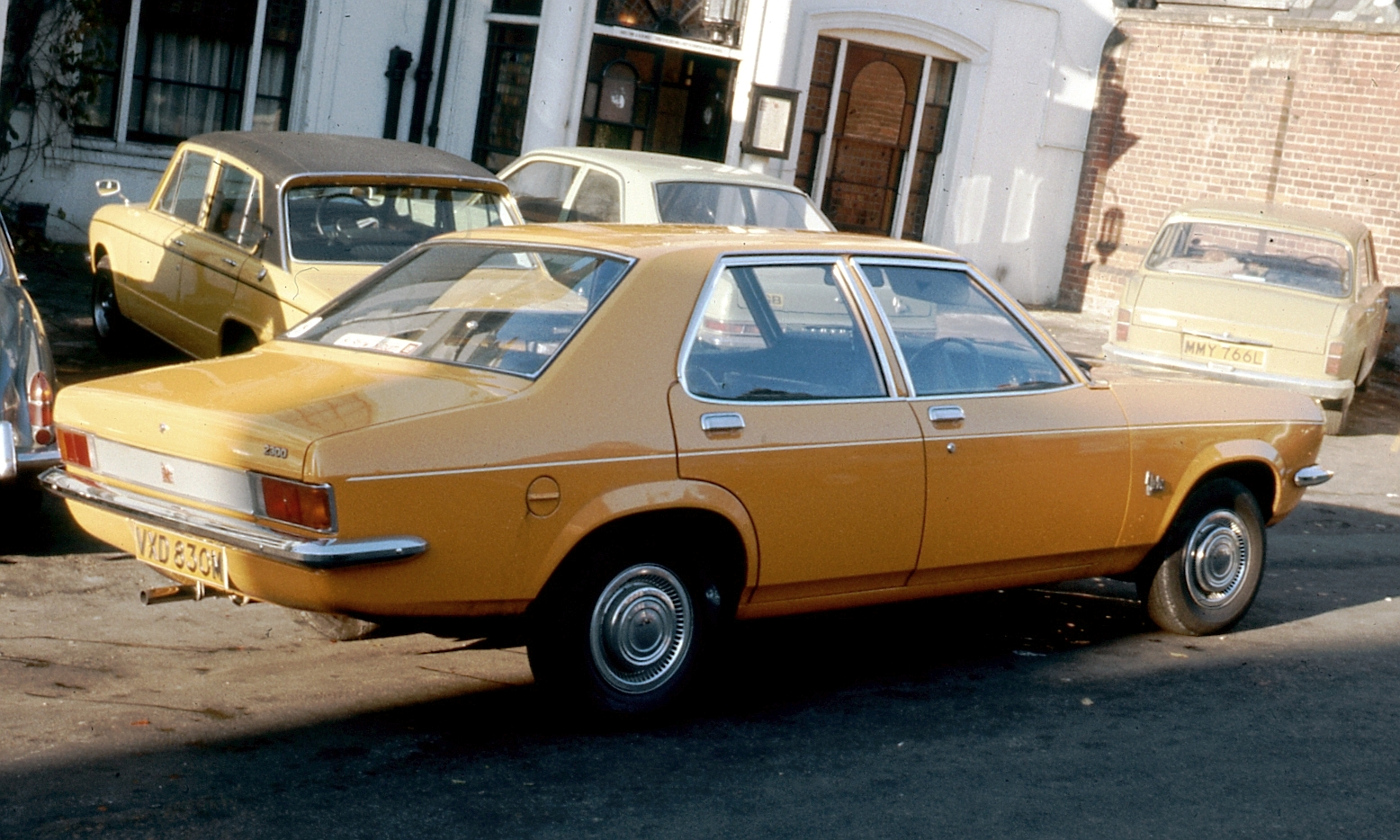
Vauxhall Victor V - tył

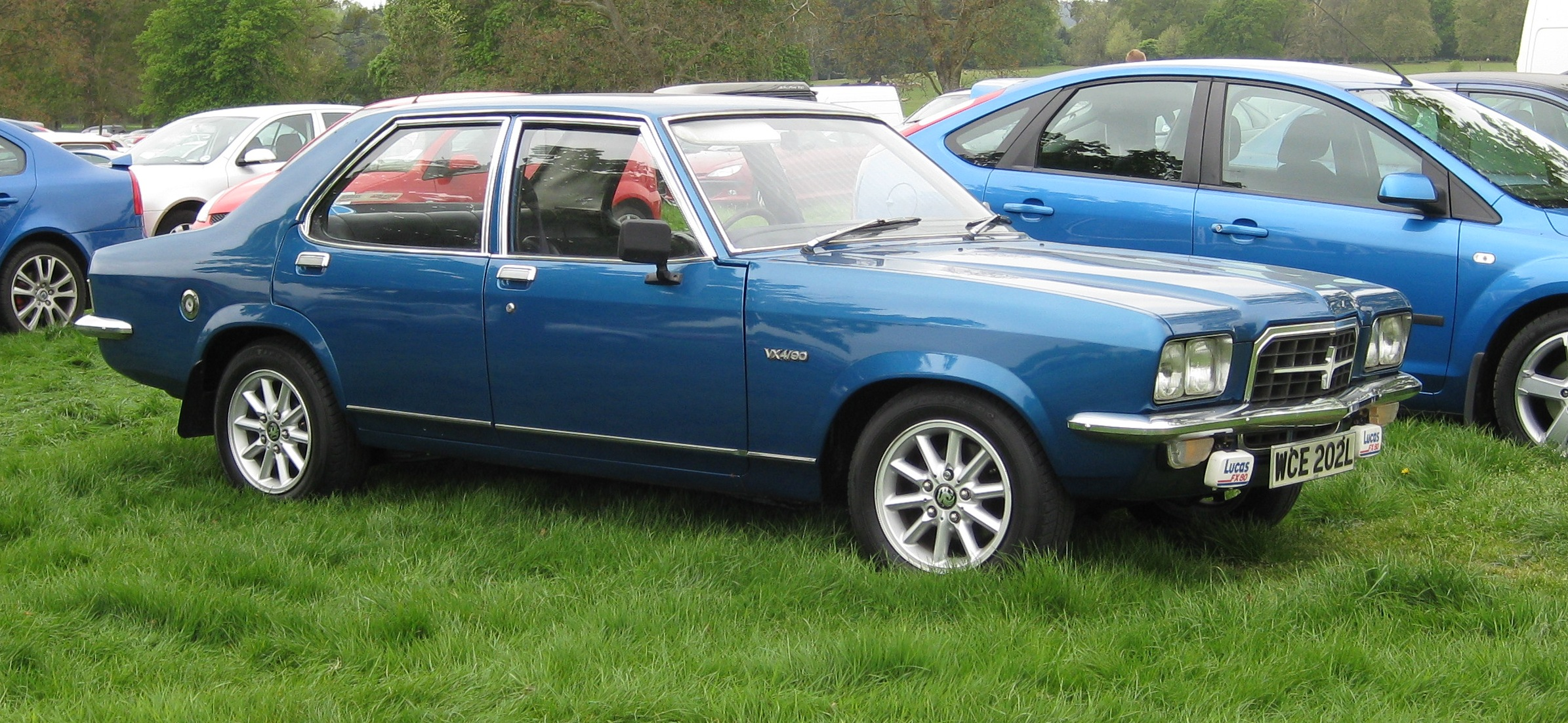
Vauxhall VX4/90 IV

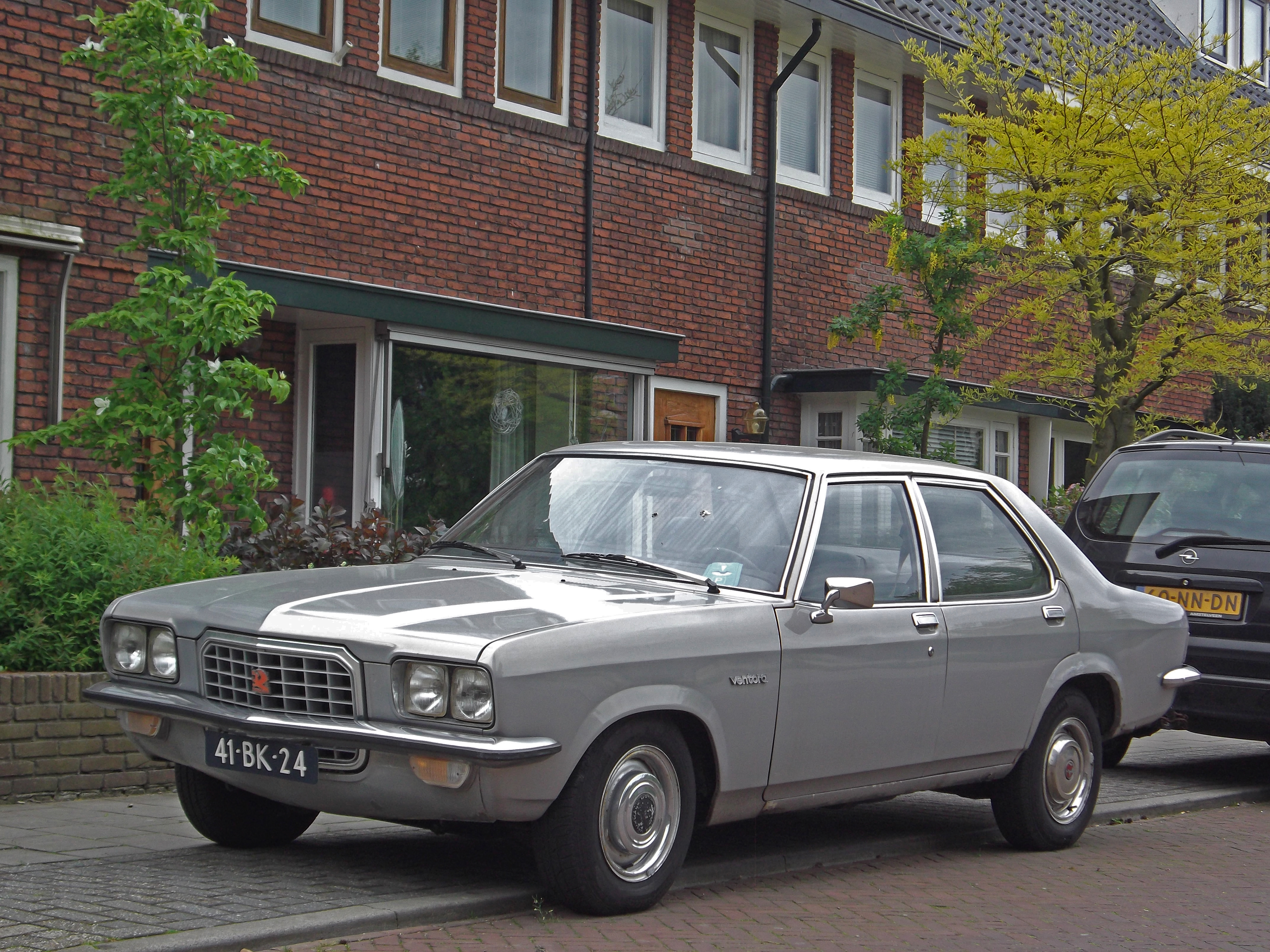
Vauxhall Ventora II

Vauxhall Victor V został zaprezentowany po raz pierwszy w 1972 roku.
Piąta i ostatnia generacja Vauxhalla Victora stała się znacznie większa od poprzednika, powstając tym razem w ścisłej współpracy z Oplem. Po debiucie modelu Cavalier, Victor przyjął postać topowego modelu klasy wyższej, wyróżniając się przez to przestronniejszą i lepiej wyposażoną kabiną pasażerską. Pas przedni zdobiła charakterystyczna, prostokątna atrapa chłodnicy.

### Warianty
Podobnie jak mniejszy poprzednik, także i Victor piątej generacji oferowany był w dwóch dodatkowych, droższych wariantach wyposażeniowych. Poza odmianą VX4/90 o sportowym profilu, była też wersja Ventora o luksusowy charakterze.

### Koniec produkcji i następca
Produkcja Vauxhalla Victora zakończyła się definitywnie w 1978 roku wraz z zakończeniem się cyklu rynkowego bliźniaczych modeli Opel Rekord i Ranger, kiedy to także i piątą, większą generację zastąpił model o nowej nazwie – Carlton.
Pojazd był jednym z elementów polityki stopniowego odchodzenia Vauxhalla od konstruowania samodzielnych konstrukcji.

### Silniki
- L4 1,7 l OHC
- L4 2,2 l OHC
- L6 2,7 l OHV
- L6 3,3 l OHV